# L'attenzione
L'attenzione è un romanzo di Alberto Moravia del 1965, pubblicato cinque anni dopo La noia.

## Trama
Il tema centrale del romanzo è la scoperta costante, pagina dopo pagina, dell'inautenticità della realtà. Il protagonista dell'opera strutturata come un romanzo è Francesco Merighi, il quale avverte fortemente su di sé la falsità dei rapporti umani, basati sul profitto economico e non sui valori ideali.
L'argomento al centro della vicenda è un eventuale rapporto incestuoso tra una figliastra e il suo patrigno, che vive in prima persona tale tentazione analizzandola in modo lucido e consapevole. Alla base del romanzo c'è un diario e, quando egli si accinge a rileggerlo, si accorge che la realtà che aveva voluto riprodurre non corrispondeva a quella vissuta.

## Critica
Guido Almansi ha esaminato le analogie con la filosofia del pisciare alla vita del Tropico del Cancro di Henry Miller. In particolare in questo passaggio de L'attenzione:
(p.84)

## Opere derivate
L'attenzione è stato presentato in forma di lettura scenica il 14 giugno 1967 presso il Teatro Eliseo di Roma per la regia di Edmo Fenoglio, con Luigi Vannucchi, Renzo Palmer, Carmen Scarpitta, Marisa Mantovani e Gianni Bonagura.
Nel 1985 è uscito l'adattamento cinematografico diretto da Giovanni Soldati.

## Edizioni
- Alberto Moravia, L'attenzione, Bompiani, 2002, ISBN 978-88-452-5221-1.